# Helmholtzstraße 8 (Magdeburg)

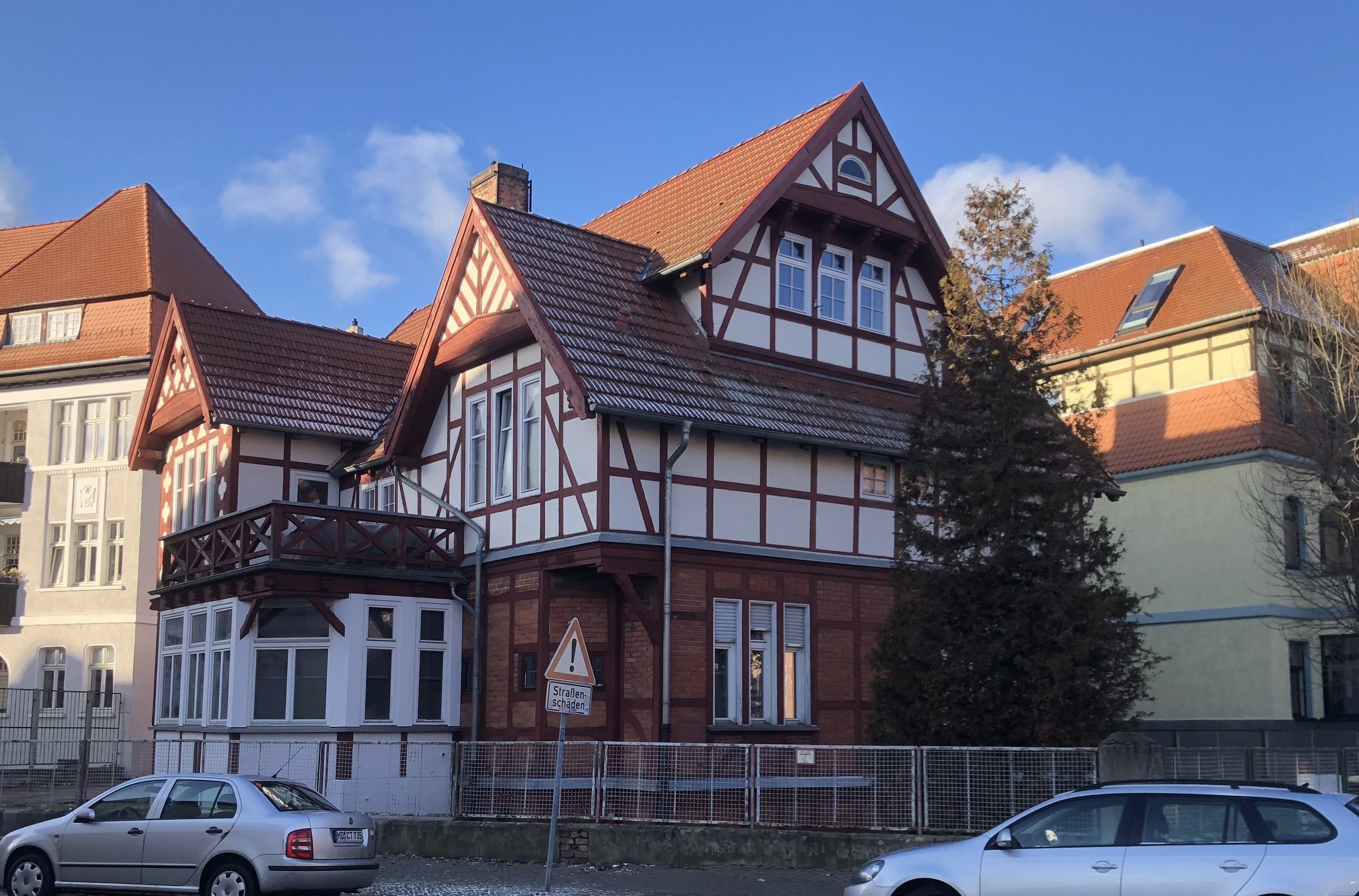
Helmholtzstraße 8 im Jahr 2020

Das Gebäude Helmholtzstraße 8 ist eine denkmalgeschützte Villa im Magdeburger Stadtteil Leipziger Straße in Sachsen-Anhalt.

## Lage
Die Villa befindet sich auf der Südseite der Helmholtzstraße in einer das Straßenbild prägenden Ecklage zur östlich des Hauses einmündenden Weberstraße.

## Architektur und Geschichte
Das repräsentative ein- bis zweigeschossige Gebäude wurde in den Jahren 1889/1890 nach einem Entwurf von Johann August Duvigneau und Albert Favreau für den britischen Maschinenfabrikanten Garret Smith errichtet. Die Gestaltung des Fachwerkhauses entspricht dem Stil englischer Landhäuser. Insbesondere wurden die Pfosten und Streben der Ziergiebel nach Art englischer Fachwerkhäuser aus der Zeit des Mittelalters und der frühen Neuzeit eng gesetzt. Das Haus orientiert sich in einem Old-English-Style so am spätgotischen Tudorstil. Neben der Art des Fachwerks, dem Fehlen von Ornamentik und mehrteiligen breiten Fenstern sind hierfür auch die steilen und verschachtelten Dächer typisch. Das für diesen Stil übliche massive Erdgeschoss wurde aufgrund der örtlichen Bauvorschriften nur angedeutet, jedoch letztlich in Fachwerkbauweise ausgeführt. Die Ausführung als Fachwerkhaus war erforderlich, da das Gebäude im Vorfeld der Anlagen der Festung Magdeburg den Rayonbestimmungen der Festung unterlag. Als Rayonhaus im II. Festungsrayon musste eine kurzfristige Niederlegung möglich sein, um der Festung freies Schussfeld zu ermöglichen. 
Zur Bauzeit befand sich das Haus auf dem hier befindlichen Fabrikgelände einer von Garret betriebenen Fabrik für Lokomobile und Landmaschinen. Smith hatte das Firmengrundstück 1889 erworben, zuvor befand sich an dieser Stelle die Sudenburger Brückenbauanstalt.
Der Grundriss ist unregelmäßig. Die Gefache des Erdgeschosses sind ausgemauert und ziegelsichtig, während im oberen Stockwerk verputzte Flächen eingesetzt wurden. Die am Fachwerk befindlichen Verzierungen sind zum Teil neogotisch gestaltet. Eine am Haus befindliche hölzerne, mit Arkaden versehene Veranda wurde in späterer Zeit verschlossen. Prägend sind am Haus befindliche polygonale bzw. rechteckige Erker und flache Risalite. Die Dachlandschaft ist kleinteilig und lebhaft. 
Im Inneren der Villa waren entsprechend dem gehobenen Anspruch als Fabrikantenvilla Salon, Speise- und Billardzimmer untergebracht. Im Obergeschoss befanden sich Privaträume und Schlafzimmer. Sämtliche Räume sind um eine zentrale Treppenhalle angeordnet. Diverse bauliche Ausstattungen wie Türen und Paneele sind noch bauzeitlich erhalten.
Im örtlichen Denkmalverzeichnis ist die Villa unter der Erfassungsnummer 094 06352 als Baudenkmal verzeichnet.
Die Villa gilt als Beispiel der bauzeitlichen Verwendung des englischen Landhausstils. Sie ist bemerkenswert als Ausdrucksform eines ausländischen Unternehmers vor den Toren der Stadt Magdeburg und verweist zugleich als eines der interessantesten Rayonhäuser auf die Festungsgeschichte Magdeburgs.